# Air Mekong
Air Mekong era una aerolínea de Vietnam que operaba vuelos regulares de pasajeros desde sus bases en el aeropuerto de Phu Quoc, el aeropuerto internacional de Noi Bai y el aeropuerto internacional de Tan Son Nhat. Su sede estaba ubicada en Phú Quốc, provincia de Kiên Giang. Se estableció en 2009 y las operaciones de vuelo se iniciaron el 9 de octubre de 2010. 
Fue la tercera aerolínea de propiedad privada de Vietnam, después de Indochina Airlines (desaparecida en 2009) y VietJet Air. Air Mekong arrendó cuatro aviones Bombardier CRJ 900 de SkyWest Airlines, cada uno equipado con 90 asientos en clase ejecutiva y económica. En 2011, Air Mekong operó 10.750 vuelos y transportó a unos 710.000 pasajeros.
En agosto de 2011, Air Mekong ofrecía vuelos programados a diez destinos nacionales en Vietnam. Todas estas rutas han estado suspendidas desde el 1 de marzo de 2013 hasta que la aerolínea cambie su flota. No se ha anunciado la fecha de reanudación del servicio. En enero de 2015, la licencia fue revocada luego de una inactividad prolongada.

## Destinos
| País    | Destinos           | Aeropuertos                              |
| ------- | ------------------ | ---------------------------------------- |
| Vietnam | Buôn Ma Thuột      | Aeropuerto de Buôn Ma Thuột              |
| Vietnam | Ciudad Ho Chi Minh | Aeropuerto Internacional de Tan Son Nhat |
| Vietnam | Côn Đảo            | Aeropuerto de Côn Đảo                    |
| Vietnam | Đà Lạt             | Aeropuerto Lien Khuong                   |
| Vietnam | Đà Nẵng            | Aeropuerto Internacional de Đà Nẵng      |
| Vietnam | Hanói              | Aeropuerto Internacional de Nội Bài      |
| Vietnam | Phú Quốc           | Aeropuerto de Phú Quốc                   |
| Vietnam | Pleiku             | Aeropuerto de Pleiku                     |
| Vietnam | Quy Nhơn           | Aeropuerto de Phu Cat                    |
| Vietnam | Vinh               | Aeropuerto de Vinh                       |

## Flota histórica
| Aeronaves            | Total | Introducido | Retirado | Matrículas                          |
| -------------------- | ----- | ----------- | -------- | ----------------------------------- |
| Bombardier CRJ-900LR | 4     | 2010        | 2013     | VN-A801, VN-A802, VN-A803 y VN-A804 |